# Giải vô địch bóng đá Đông Á
Cúp bóng đá Đông Á (tiếng Anh: EAFF E-1 Football Championship) là giải đấu bóng đá quốc tế dành cho các liên đoàn thành viên của Liên đoàn bóng đá Đông Á (EAFF). Trước khi EAFF thành lập vào năm 2002, Cúp Hoàng triều (Dynasty Cup) được tổ chức cho bốn đội tuyển quốc gia hàng đầu Đông Á. Hai giải đấu riêng biệt dành cho nam (từ năm 2003) và nữ (từ năm 2005) được tổ chức song song.
Mùa giải gần nhất được tổ chức vào năm 2025 tại Hàn Quốc.

## Lịch sử
Cúp Hoàng Triều được xem là giải đấu tiền thân của Giải vô địch bóng đá Đông Á, được tổ chức 4 lần từ năm 1990 tới 1998. Mục đích của giải là cải thiện chất lượng bóng đá phía đông (bắc) của châu Á. Sau khi Liên đoàn bóng đá Đông Á ra đời cùng với thành công của bóng đá Hàn Quốc tại vòng chung kết World Cup trên sân nhà năm 2002, Giải vô địch bóng đá Đông Á vẫn dành cho các đội tuyển quốc gia khu vực, nhưng thế chỗ cho Cúp Hoàng Triều bằng tên gọi khác.
Trung Quốc, Hàn Quốc và Nhật Bản được đặc cách vào vòng chung kết, trong khi các đội tuyển khác,  bao gồm Trung Hoa Đài Bắc, Cộng hòa Dân chủ Nhân dân Triều Tiên, Quần đảo Bắc Mariana, Guam, Hồng Kông, Mông Cổ, và Ma Cao, phải tham gia vòng loại. Úc được mời tham dự giải đấu năm 2013.

## Thành tích
| Đội               | Vô địch                          | Á quân                           | Hạng ba                                | Hạng tư                          |
| ----------------- | -------------------------------- | -------------------------------- | -------------------------------------- | -------------------------------- |
| Hàn Quốc          | 5 (2003, 2008, 2015, 2017, 2019) | 3 (2010, 2022, 2025)             | 1 (2013)                               | 1 (2005)                         |
| Nhật Bản          | 3 (2013, 2022, 2025)             | 4 (2003, 2005, 2008, 2017, 2019) | 1 (2010)                               | 1 (2015)                         |
| Trung Quốc        | 2 (2005, 2010)                   | 2 (2013, 2015)                   | 6 (2003, 2008, 2017, 2019, 2022, 2025) | –                                |
| CHDCND Triều Tiên | –                                | –                                | 2 (2005, 2015)                         | 2 (2008, 2017)                   |
| Hồng Kông         | –                                | –                                | –                                      | 5 (2003, 2010, 2019, 2022, 2025) |
| Úc                | –                                | –                                | –                                      | 1 (2013)                         |

## Giải đấu
| Năm  | Chủ nhà                             | Vô địch      | Á quân       | Hạng ba             | Hạng tư             |
| ---- | ----------------------------------- | ------------ | ------------ | ------------------- | ------------------- |
|      | Cúp vô địch bóng đá Đông Á EAFF     |              |              |                     |                     |
| 2003 | Nhật Bản                            | · Hàn Quốc   | · Nhật Bản   | · Trung Quốc        | · Hồng Kông         |
| 2005 | Hàn Quốc                            | · Trung Quốc | · Nhật Bản   | · CHDCND Triều Tiên | · Hàn Quốc          |
| 2008 | Trung Quốc                          | · Hàn Quốc   | · Nhật Bản   | · Trung Quốc        | · CHDCND Triều Tiên |
| 2010 | Nhật Bản                            | · Trung Quốc | · Hàn Quốc   | · Nhật Bản          | · Hồng Kông         |
|      | Cúp bóng đá Đông Á EAFF             |              |              |                     |                     |
| 2013 | Hàn Quốc                            | · Nhật Bản   | · Trung Quốc | · Hàn Quốc          | · Úc                |
| 2015 | Trung Quốc                          | · Hàn Quốc   | · Trung Quốc | · CHDCND Triều Tiên | · Nhật Bản          |
|      | Cúp vô địch bóng đá Đông Á EAFF E-1 |              |              |                     |                     |
| 2017 | Nhật Bản                            | · Hàn Quốc   | · Nhật Bản   | · Trung Quốc        | · CHDCND Triều Tiên |
| 2019 | Hàn Quốc                            | · Hàn Quốc   | · Nhật Bản   | · Trung Quốc        | · Hồng Kông         |
| 2022 | Hàn Quốc                            | · Nhật Bản   | · Hàn Quốc   | · Trung Quốc        | · Hồng Kông         |
| 2025 | Hàn Quốc                            | · Nhật Bản   | · Hàn Quốc   | · Trung Quốc        | · Hồng Kông         |
| 2028 | Trung Quốc                          | TBD          | TBD          | TBD                 | TBD                 |
| 2030 | Nhật Bản                            | TBD          | TBD          | TBD                 | TBD                 |

## Thống kê

### Vòng chung kết (2003–2025)
| Hạng | Đội               | Số lần | Số trận | Thắng | Hòa | Thua | Bàn thắng | Bàn thua | Hiệu số | Điểm |
| ---- | ----------------- | ------ | ------- | ----- | --- | ---- | --------- | -------- | ------- | ---- |
| 1    | Nhật Bản          | 10     | 30      | 16    | 9   | 5    | 53        | 26       | +27     | 57   |
| 2    | Hàn Quốc          | 10     | 30      | 15    | 10  | 5    | 44        | 21       | +23     | 55   |
| 3    | Trung Quốc        | 10     | 30      | 10    | 9   | 11   | 37        | 37       | 0       | 39   |
| 4    | CHDCND Triều Tiên | 4      | 12      | 2     | 5   | 5    | 7         | 13       | –6      | 11   |
| 5    | Úc                | 1      | 3       | 0     | 1   | 2    | 5         | 7        | –2      | 1    |
| 6    | Hồng Kông         | 5      | 15      | 0     | 0   | 15   | 3         | 45       | –42     | 0    |

### Vòng sơ loại (2003–2025)
| Hạng | Đội                  | Số lần | Số trận | Thắng | Hòa | Thua | Bàn thắng | Bàn thua | Hiệu số | Điểm |
| ---- | -------------------- | ------ | ------- | ----- | --- | ---- | --------- | -------- | ------- | ---- |
| 1    | Hồng Kông            | 9      | 30      | 20    | 4   | 6    | 114       | 21       | +93     | 64   |
| 2    | CHDCND Triều Tiên    | 7      | 23      | 19    | 4   | 0    | 91        | 9        | +82     | 61   |
| 3    | Đài Bắc Trung Hoa    | 9      | 32      | 13    | 4   | 15   | 73        | 57       | +16     | 43   |
| 4    | Guam                 | 8      | 39      | 11    | 5   | 23   | 52        | 171      | –119    | 38   |
| 5    | Mông Cổ              | 8      | 28      | 9     | 4   | 15   | 50        | 70       | –20     | 31   |
| 6    | Ma Cao               | 8      | 22      | 7     | 5   | 10   | 38        | 45       | –7      | 26   |
| 7    | Úc                   | 1      | 4       | 3     | 1   | 0    | 19        | 1        | +18     | 10   |
| 8    | Quần đảo Bắc Mariana | 6      | 16      | 1     | 1   | 14   | 12        | 75       | –63     | 4    |

### Cầu thủ xuất sắc nhất
| Năm  | Cầu thủ          |
| ---- | ---------------- |
| 2003 | Yoo Sang-chul    |
| 2005 | Quý Minh Nghĩa   |
| 2008 | Kim Nam-il       |
| 2010 | Đỗ Uy            |
| 2013 | Yamaguchi Hotaru |
| 2015 | Jang Hyun-soo    |
| 2017 | Lee Jae-sung     |
| 2019 | Hwang In-beom    |
| 2022 | Soma Yuki        |
| 2025 | Germain Ryo      |

### Vua phá lưới
| Năm  | Cầu thủ                                            | Số bàn thắng         |
| ---- | -------------------------------------------------- | -------------------- |
| 2003 | Kubo Tatsuhiko                                     | 2                    |
| 2005 | Không có giải thưởng                               | Không có giải thưởng |
| 2008 | Yeom Ki-hun Park Chu-young Yamase Koji Jong Tae-se | 2                    |
| 2010 | Khúc Ba Lee Dong-gook Lee Seung-yeoul Tamada Keiji | 2                    |
| 2013 | Kakitani Yoichiro                                  | 3                    |
| 2015 | Muto Yuki                                          | 2                    |
| 2017 | Kim Shin-wook                                      | 3                    |
| 2019 | Ogawa Koki                                         | 3                    |
| 2022 | Soma Yuki Machino Shuto                            | 3                    |
| 2025 | Germain Ryo                                        | 5                    |

### HLV xuất sắc nhất
| Năm  | Đội        | HLV                |
| ---- | ---------- | ------------------ |
| 2003 | Hàn Quốc   | Humberto Coelho    |
| 2005 | Trung Quốc | Zhu Guanghu        |
| 2008 | Hàn Quốc   | Huh Jung-moo       |
| 2010 | Trung Quốc | Gao Hongbo         |
| 2013 | Nhật Bản   | Alberto Zaccheroni |
| 2015 | Hàn Quốc   | Uli Stielike       |
| 2017 | Hàn Quốc   | Shin Tae-yong      |
| 2019 | Hàn Quốc   | Paulo Bento        |
| 2022 | Nhật Bản   | Moriyasu Hajime    |
| 2025 | Nhật Bản   | Moriyasu Hajime    |